# MTMR14
La proteína 14 relacionada con miotubularina también conocida como MTMR14 es una proteína que en humanos está codificada por el gen MTMR14.

## Función
La expresión de Mtmr14 aumentó con la formación y diferenciación de los miotúbulos. MTMR14 es una fosfatidilinositol-3-fosfatasa que desfosforila los mismos sustratos que la miotubularina, PtdIns (3) P y PtdIns (3,5) P2.

## Significación clínica
Las mutaciones en el gen MTMR14 están asociadas con la miopatía miotubular.